# بيتر كوفين
بيتر كوفين (بالإنجليزية: Peter Coffin)‏ هو فنان أمريكي، ولد في 1972.